# Langevin-ligningen
Langevin-ligningen er en bevægelsesligning, der beskriver en partikel, som bevæger sig tilfældigt i en fluid. Langevin-ligningen kan således beskrive Brownske bevægelser, og den er en mikroskopiske beskrivelse af diffusion.

## Ligningen
Ligningen tager udgangspunkt i Newtons anden lov fra klassisk mekanik. I én dimension er den:
{\displaystyle m{\ddot {x}}=F}
hvor {\displaystyle m} er partiklens masse, og {\displaystyle F} er den påvirkende kraft. {\displaystyle {\ddot {x}}} er accelerationen, hvor de to prikker betyder, at positionen {\displaystyle x} er blevet differentieret to gange. I Langevin-ligningen sættes kraften nu til at være en kombination af tre forskellige bidrag.
Det første bidrag er alle konservative kræfter, der måtte være i systemet. Det kunne fx være elektrostatiske vekselvirkninger eller tyngdekraften. Jf. klassisk mekanik kan disse kræfter beskrives med ét enkelt potentiale {\displaystyle V(x)}, der beskriver den potentielle energi i hvert punkt. Den samlede konservative kraft er da blot den negative afledte:
{\displaystyle m{\ddot {x}}=-V'(x)}
Evt. bidrag fra fluiden, såsom at den flyder i en bestemt retning, kan også medtages i et samlet, effektivt potential {\displaystyle {\tilde {V}}(x)}:
{\displaystyle m{\ddot {x}}=-{\tilde {V}}'(x)}
Det andet bidrag er gnidningsmodstanden, der kommer af fluidens viskositet {\displaystyle \eta }. Den sættes til at være proportional med hastigheden {\displaystyle {\dot {x}}}:
{\displaystyle m{\ddot {x}}=-{\tilde {V}}'(x)-\eta {\dot {x}}}
hvor det negative fortegn indikerer, at gnidningsmodstanden virker modsat bevægelsesretningen.
Det tredje bidrag er tilfældige kraftpåvirkninger {\displaystyle R(t)}, der varierer over tid {\displaystyle t}. Disse skub kommer fra fluiden molekyler, der tilfælder rammer partiklen uafhængigt af dens hastighed.
{\displaystyle m{\ddot {x}}=-{\tilde {V}}'(x)-\eta {\dot {x}}+R(t)}
Det er dette sidste bidrag, der giver anledning til Brownske bevægelser, da de to andre bidrag blot vil sørge for, at partiklen på et tidspunkt finder en hvileposition og ikke bevæger sig mere. Dermed er Langevin-ligningen blevet udledt.